# 显著碘泡虫
显著碘泡虫（学名：Myxobolus nobillis）为碘泡科碘泡虫属的动物。在中国，分布于湖北、浙江等，营寄生生活，寄生在鳃、肠、肾、鳔、胆、口腔、膀胱（鲢、鳙）。